# Kristin Krohn Devold
Kristin Krohn Devold (ur. 12 sierpnia 1961 w Ålesund) – norweska polityk, była minister i deputowana.

## Życiorys
Studiowała nauki ścisłe i matematykę na Uniwersytecie w Oslo. W 1985 została absolwentką Norweskiej Szkoły Ekonomii i Zarządzania w Bergen, a rok później ukończyła studia socjologiczne pierwszego stopnia na Uniwersytecie w Bergen. Pracowała w przedsiębiorstwie informatycznym Norsk Data.
Zaangażowała się w działalność Partii Konserwatywnej. W latach 1991–1993 pełniła funkcję radnej Oslo. W latach 1993–2005 przez trzy kadencje zasiadała w norweskim parlamencie (Stortingu). W latach 2001–2005 sprawowała urząd ministra obrony w koalicyjnym rządzie Kjell Magne Bondevika. Była kandydatką na stanowisko sekretarza generalnego NATO po odejściu George’a Robertsona w 2003.
Po zakończeniu działalności politycznej została w 2006 przewodniczącą norweskiego stowarzyszenia trekkingowego.

## Odznaczenia
- Krzyż Komandorski Orderu Świętego Olafa (2005)[1]
- Medal pamiątkowy resortu obrony „Sekmējot Latvijas dalību NATO (Łotwa, 2004)[1]
- Krzyż Kawalerski Orderu Zasługi Rzeczypospolitej Polskiej (Polska, 2005)[1]
- Medal Departamentu Obrony za Wybitną Służbę Publiczną (Stany Zjednoczone, 2006)[2]